# Noorderkwartier (Holland)

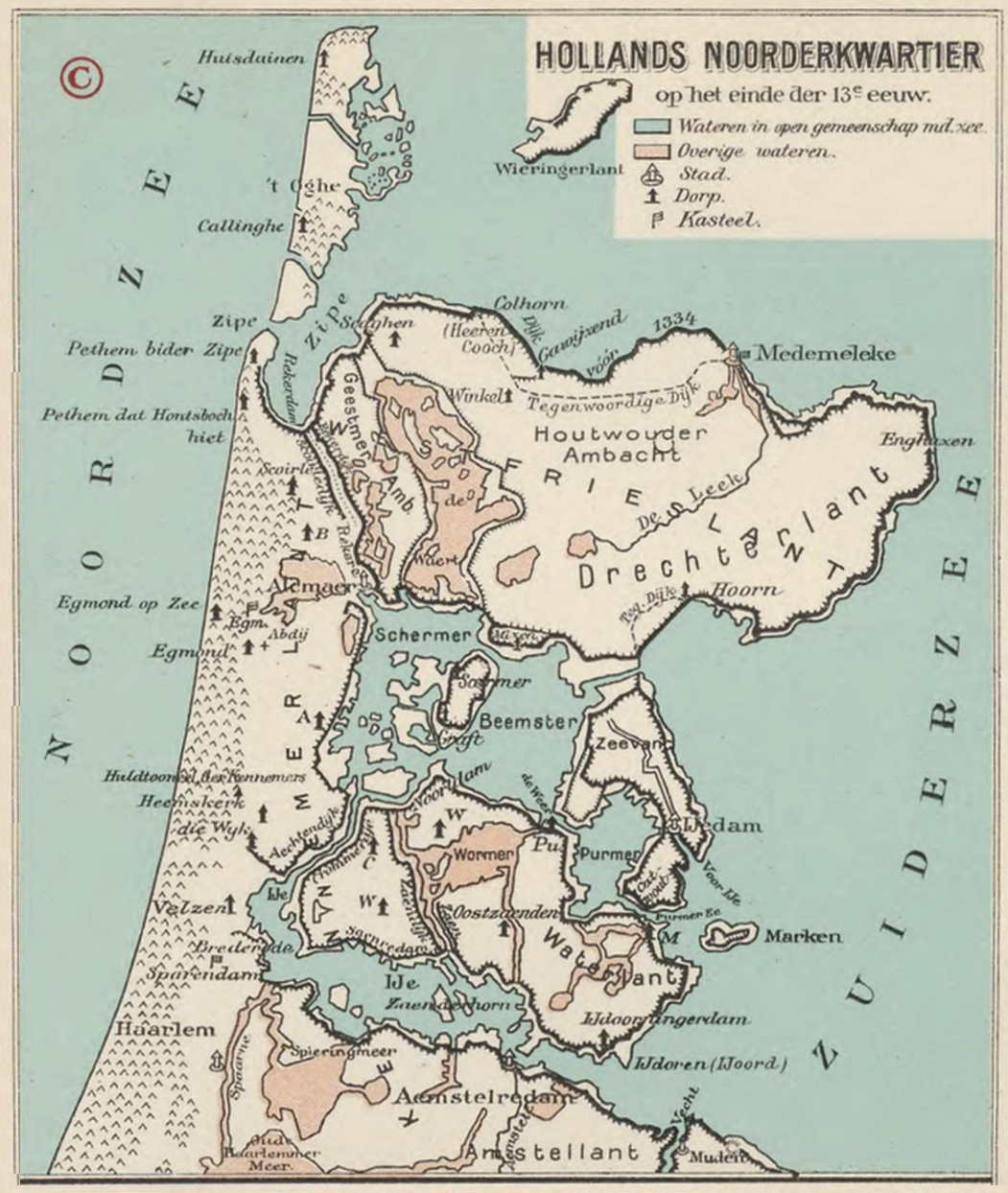
Hollands Noorderkwartier op het eind der 13e eeuw

Het Noorderkwartier is in historische context (1573-1795) het deel van het gewest Holland dat ten noorden van het oude IJ ligt, inclusief Velsen. Dit gebied ligt geheel binnen de huidige provincie Noord-Holland (met uitzondering van de waddeneilanden Vlieland en Terschelling, die niet meer bij Noord-Holland horen maar wel onder het gewest Holland en het Noorderkwartier vielen). Het deel van Holland ten zuiden van het IJ stond in die tijd bekend als het Zuiderkwartier.

## Bestuurlijk

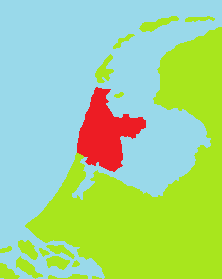
Noorderkwartier

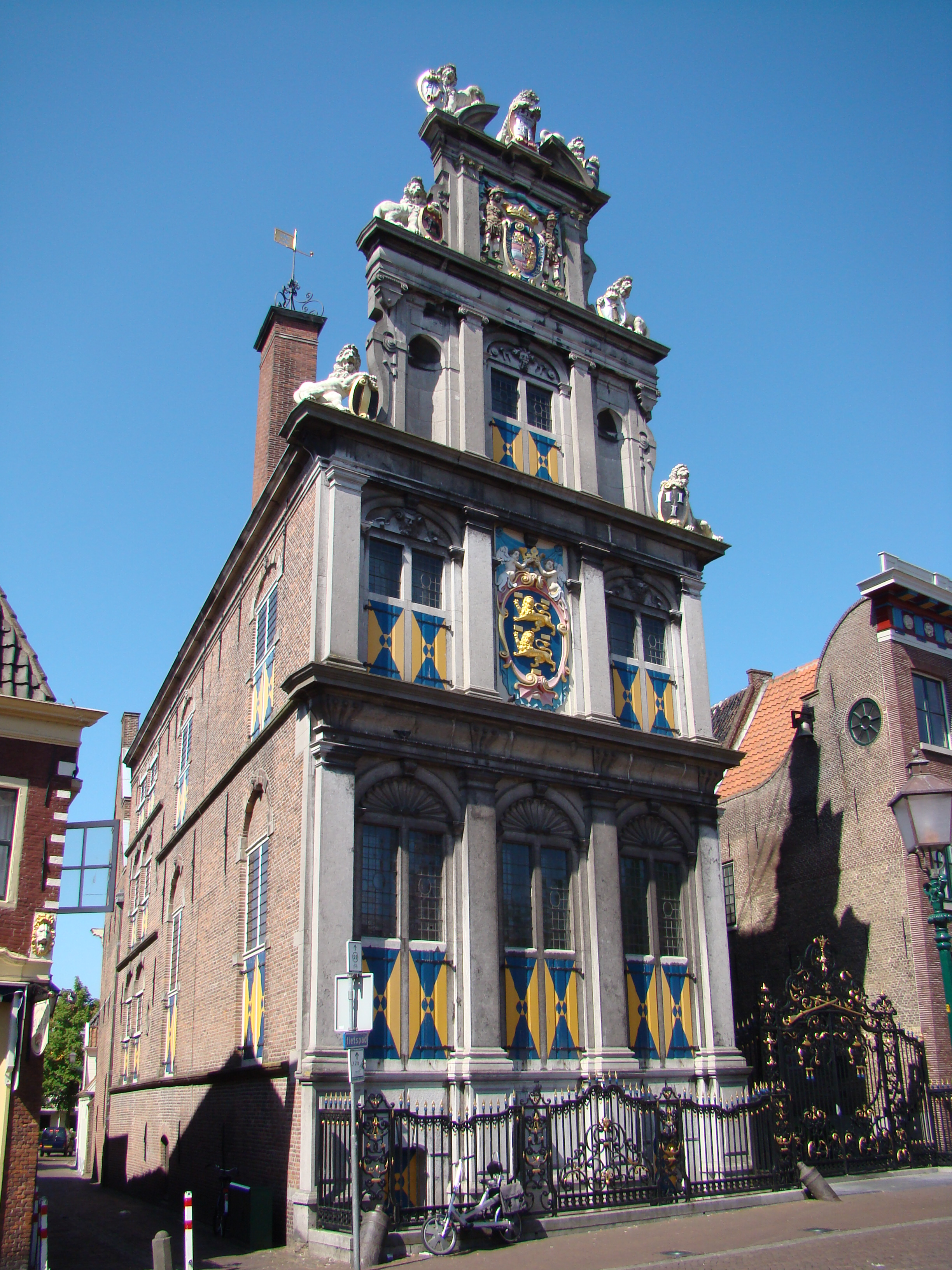
Het Statencollege in Hoorn, zetel van het college van Gecommitteerde Raden van Holland in het Noorderkwartier

In het Noorderkwartier lagen zeven van de achttien stemhebbende steden in de Staten van Holland: Alkmaar, Hoorn, Enkhuizen, Edam, Monnickendam, Medemblik en Purmerend (de laatste vanaf 2 juli 1573, op verzoek van Willem van Oranje).
Bestuurlijk begon het Noorderkwartier zelfstandig op te treden vanaf begin 1573, tijdens het Beleg van Haarlem. Met Amsterdam nog Spaansgezind en Haarlem in Spaanse handen was het Noorderkwartier afgesneden van de overige opstandige gebieden, ten zuiden van Haarlem en Amsterdam. Zou Haarlem vallen, dan zouden de Spaanse troepen naar het noorden kunnen optrekken. Diederik Sonoy riep daarom de steden in het Noorderkwartier bijeen om geld te vragen zodat de verdediging van het Noorderkwartier geregeld kon worden. Deze vergadering, in februari 1573, wordt beschouwd als de eerste vergadering van de "Staten van Noord-Holland".
Later dat jaar werd formeel het college van Gecommitteerde Raden ingesteld, als dagelijks bestuur van de Staten van Noord-Holland. Het college van GR was gevestigd in Hoorn. In 1631-1632 werd ten behoeve van dit orgaan het Statencollege gebouwd, waar nu het Westfries Museum is gevestigd. Voor overnachtingen werd het Statenlogement gebouwd op de plek van het voormalige Ceciliaklooster.
Overigens viel niet het gehele geografische Noorderkwartier ook bestuurlijk onder het college van het Noorderkwartier: een gebied in het zuidwesten werd door GR van het Zuiderkwartier bestuurd.
Tot 1795 bleef het Noorderkwartier op deze wijze een zekere mate van zelfstandigheid binnen het gewest Holland houden. Het lukte niet om het college van GR van het Noorderkwartier samen te voegen met dat van het Zuiderkwartier, daarvoor was het Noorderkwartier te zeer op zijn zelfstandigheid gesteld. In 1795, na de Bataafse Revolutie, werd het college opgeheven door de Provisionele Representanten van het Volk van Holland.

## Geografisch
In de 16e en 17e eeuw was het Noorderkwartier een gebied met veel wateren die grotendeels zijn drooggelegd. Voorbeelden zijn de Beemster, Wijdewormer, Schermer en de Purmer.
Het werkgebied van het in 2003 ingestelde Hoogheemraadschap Hollands Noorderkwartier komt ruwweg overeen met het gebied van het oude Noorderkwartier.